# フォスターズ・ホーム
『フォスターズ・ホーム』（Foster's Home for Imaginary Friends）はカートゥーン ネットワークで放映されたアメリカ製アニメーション作品。原作・総監督は『パワーパフガールズ』を手がけたクレイグ・マクラッケン（Craig McCracken)。アメリカでは2004年8月13日から放送が始まり、日本では2005年10月30日から2010年3月6日まで放送された。
全6シーズン、75話。この他に完結編となるエピソード「フォスターズ・ホームは永遠に」（原題：Destination: Imagination）とクリスマスエピソード（原題：A Lost Claus、日本未放送）、短編エピソードが18製作されている。
製作にフラッシュ技術を本格的に取り入れた作品として知られる。

## ストーリー
子供の想像力から生まれる友達「イマジナリー・フレンド」。フォスターズ・ホームは子供の成長と共に役割を終えたイマジナリー・フレンドを引き取り、また新たに友達となる子供を見つけるための施設である。マックは8歳だが、未だに“ブルー”というイマジナリー・フレンドがおり、別れずにいるが、兄や母にブルーを疎ましく思われる。しかし、ブルーがTVのCMを見て偶然ホームの事を知り、マックはやむなくブルーを預ける事にする。ホーム創設者であるマダム・フォスターの計らいで、マックが毎日ホームに来る事を条件として、ブルーを他の子供には引き渡さないと取り決めをする。こうしてマックとブルーは、ホームに住むたくさんのイマジナリー・フレンドと共に、様々な騒動を起こしながらも交流を深めていく。

## 主な登場人物

### 人間

#### 主要人物
マック [Mac]
声 - 津村まこと/英 - ショーン・マークェット
本作の主人公（人間側）。内気だが、想像力溢れる賢い少年。8歳。いつも兄のテレンスに虐められている。基本的には常識的で、ブルーのブレーキ役とも言える存在でもあるが、たまにブルーといたずらをするなど一緒に騒動を起こす事もある。また重度の砂糖アレルギーの持ち主で、砂糖が微量でも口に入ると、シュガーハイ状態（砂糖を摂取しすぎると興奮するという俗説）に陥り、理性を失う。フランキーに恋をしており、フランキーも真面目な性格のマックに好意を寄せている模様。赤いシャツといつも背負っているリュックサックがトレードマーク。
ボウリングは一度もやったことがなく、1つもピンを当てられずにボールがガーターに落ちてしまうほど下手。パウンドボールが得意。
マダム・フォスター [Madame Foster]
声 - すずき紀子/英 - キャンディ・ミロ
フォスターズ・ホームの創設者で、フランキーの祖母。寛大で茶目っ気のある性格から、ホームの面々に慕われている。自らの意思に反して心に思ったことを口に出しやすく、機嫌が悪いとさりげなく毒舌を大きい声で出して吐く事もある。マダムが作るクッキーは最高な絶品の味で評判が良い（また砂糖アレルギーのマックにも食べられるクッキーを作ることも可能）。高齢ながらサッカーで遊ぶなど元気がありあまっている。また老人ホームに対して激しい恐怖感を示している。
フランシス・フォスター [Frances Foster]
声 - 浅井晴美/英 - グレイ・デライル
マダム・フォスターの孫娘。22歳。通称：フランキー（Frankie）。フォスターズ・ホームの雑用全般を任されており、その仕事量とホームで度々巻き起こるトラブルに苦労が絶えない。姉御肌で、子供やIFには温かく接するが、いつも自分をこき使うヘリマンや我侭なダッチスとはいがみ合っている。マダム・フォスターのクッキーが大好物で、一時は重度のクッキー中毒に陥ったこともある。赤毛がトレードマーク。
昔、オバケを怖がっていた。ヘリマンには逆らわず我慢しているが、第4話で自分を何度も呼び出しまくる（実はブルー達が原因）ヘリマンに徹底的に怒鳴られる羽目になり、とうとう彼を追いかけまわして箒で思いっきり殴ったことがある。時にはマックやブルー以上にトラブルを起こしたり、子供じみたいたずらをすることもある。
ちなみに、彼女の着ているTシャツは『パワーパフガールズ』のもの。
テレンス [Terrence]
声 - 青山桐子/英 - タラ・ストロング
本作のカートゥーン ネットワーク・ヴィランズ。マックの兄。13歳。乱暴な性格でいつも実の弟を虐め、ブルーの事をバカにしているが、頭が悪い為、ほぼ必ずマックとブルーに返り討ちにされるのがお約束。
ホームの面々からも当然嫌われており、慇懃なヘリマンでさえ「クソ野郎」と評する程。レッドという赤い四角形の花が好きなフレンドを生み出した事がある。ボサボサ頭と出っ歯が特徴。
マックの友達IFをバカフレンドと呼んで馬鹿にしており、見下している。エドゥアルドを使ってジンボのゴミ捨て場で行われたエクストリームアサラウスの大会に出場したことがある（ただし後に最終トーナメントでズルしたと思われ、強制退場させられた）。
外見に似合わず恋愛ドラマ好き。いたずらで家に火をつけたことを母に黙っているという約束でマックに自分のゲーム機本体とゲームソフトを貸したことがある。
マックとテレンスの母 [Mac and Terrence's Mother]
声 - 根本圭子/英 - グレイ・デライル
マックにブルーをホームに預けるように言う。劇中では顔を見せない。かつて自分にもIFがいたが、マックの年ぐらいにIFを卒業したらしい。仕事で家を空けることが多く、帰ってくる度にマックとブルーとテレンスが喧嘩で家中の物を壊すので頭を痛めていた。
最終回では仕事で昇進して自宅でオフィスを構えるようになった為、アパート内の自宅から隣の部屋のルイーズの家族が住んでいた部屋に息子達と共に引っ越す。
グーグー・ガーガー [Goo Goo Ga Ga]
声 - 榎本温子/英 - グレイ・デライル
時折ホームに出入りしている風変わりな少女。通称：グー（Goo）。想像力が旺盛で饒舌。ホームに入っては喋るごとに次々とIFを作り出してしまう為、ヘリマンやフランキーからは“危険人物”扱いされていた。しかし、その行動は友達のいない寂しさによるもので、マックと友達になってからはフレンドの縁組を手伝うようにもなる。
またIFの性質を見抜く才能を持つ。IF達によるバンドの司会を務めたり、留守番電話のメッセージの追加をしたりする場面が見られる。

#### その他の人物
ニナ・バレロッサ
声 - 箱田真尋/英 - キャンディ・ミロ
エドゥアルドを考え出したヒスパニック系の少女で、成長した現在は婦人警官（役職は巡査）になっている。兄弟に弟がいる。
エドゥアルドからは今でも「可愛いおちびちゃん」と呼び慕われており、実の姉弟の様に仲が良く信頼関係が強い。
少女時代は住んでいた所の治安が悪く、よくエドゥアルドに守られていたが、彼を泣かせたいじめっ子を追い払うという良きお姉さんな所を見せた。
警官として規則に非常に厳しいが、エドゥアルドに対しては優しく、彼の友人であるウィルトの捜索に協力してくれた。
ジョーダン・マイケル
声 - 仁科洋平/英 - フィル・ラマール
ウィルトを考えだした黒人少年で、現在は世界に名立たるバスケットボール選手。
少年時代はバスケットボールで兄に負けてばかりで、一緒にバスケットボールで遊んでくれる仲間がいなかった寂しさからウィルトが生まれた。
ウィルトからバスケットボールの手解きを受けて連戦連勝を誇るが、同時に負けず知らずとなってからは「バスケットで負けたくない」という反骨精神から、勝利すること以外には眼中になかった。しかし兄から申し込まれたリベンジ戦にて、彼の生み出したIFの露骨なファウルで下敷きになりかけたところをウィルトが身代わりになり、スポーツプレイヤーにとって魂である目と腕を失わせてしまってから、自らの走った行為を責めると同時に仲間の大切さを認識するようになり、勝敗に拘らなくなった。自らの過ちを謝罪する前にウィルトが自ら姿を消した為、30年間思いを打ち明けられずにいた。
その時にウィルトが落とした片方のリストバンドをお守りとして有名な選手となった今でもずっと大切に身に付けている。
ウィルトの行方を捜索していたマックやフランキー、親友のIF（ブルー、エドゥアルド、ココ）、ニナ巡査から事情を聴き、CM撮影で赴いていた日本からプライベートジェットで急行したことにより、双方の誤解を解く形で再会を果たす。再会後は当時の様に2人でバスケットボールを遊んだ。
6歳の女の子とその両親 [Snooty Mom and Dad and their six-year-old Bratty Daughter]
声 - 岡本奈美（娘）、酒井敬幸（父）、青山桐子（母）/英 - タラ・ストロング（娘、母）、フィル・ラマール（父）
フォスターズ・ホームに訪れた親子。母娘共に考えると頭が痛くなる性質の為、IFを引き取りに来た。女の子は子供にやさしいフランキーをも苛立たせるほど生意気な性格で口が悪い。
ホームに訪れた際、一目でブルーの事を気に入って「ティファニー」と名付けて引き取ろうとするが、ブルーを引き取らせまいとするウィルト、エドゥアルド、ココのIF達に阻まれ、ブルー争奪戦を繰り広げた。
ブルーを捕まえた後に連れてきて早速引き取ろうとするが、本当の創造主であるマックが来たことでIFの縁組は破棄となった。
父親は『デクスターズラボ』のデクスターの父親、母親と女の子はそれぞれ『パワーパフガールズ』のキーン先生とプリンセスに酷似している。
ジャーキンス
声 - 瀬尾恵子/英 -
マダム・フォスターの宿敵である老婆。性悪でずる賢く、一番惜しいところを取る。きつめの眼鏡をかけており口が悪い。手作りの花瓶敷をよく見せびらかす。
マダムのボウリングのチームメイトを買収した他にも彼女のビー玉、お弁当箱、彼氏も奪っていた。
勝負をする為にボウリング場でマック達率いるマダムのチームと買収したチームでボウリング対決をした。ボウリングが上手いブルーが加わったマダムのチームに逆転されて負けそうなるが、卑怯な手を使いブルーをパドルボールで買収して自分達のチームに入れる。最後はボウリングポールにボウリング道を伝授されたマックが投げたボウリングの球がブルーのボールを跳ね返したはずみでストライクしたことで敗北した。
マダムとは犬猿の仲だと思われていたが、一緒にお茶を飲むほど仲がいい友達の関係である。
また、お互いのボウリング対決は優勝争いではなく、恋決定戦であることが判明。
グレゴリー
声 - なし
ベンディを考え出した気が弱くて大人しい少年。
家でベンディがやったイタズラの犯行現場を目撃しており、両親によく報告していた模様。
その行動からヘリマンとフランキーから自分のミスをIFのせいにしていると誤解されてしまう。
グレゴリーとベンディは本当に仲が良かったらしく、別れる時はお互い悲しそうな表情をしていた。
グレゴリーの両親
声 - /英 -
グレゴリーの父と母。2人とも怒りっぽい性質。
息子が生み出したIFベンディのイタズラに手に負えなくなり、フォスターズ・ホームに訪れて引き取るようにと抗議する。
ベンディの繰り返されるイタズラには我慢の限界らしく「子供に悪影響だ!!」などと彼を問題児、厄介者扱いしていた。
息子がヘリマンとフランキーにIFのせいにしていると疑われていた時はさすがに激怒した。
最後はベンディをホームに置いて、家族はそのまま帰って行った。
トッド
声 - 伝坂勉/英 -
第23話に登場したニュースキャスターの老男性。
ニュースの他にもIFを紹介する「金曜日のフレンド」コーナーも務めている。
名前をよく「テッド」と間違えられていることが多い。
「金曜日のフレンド緊急放送」でエリンとブルーに名前を間違えられたので、ブルーの為に名前を変えることにした。
エリン
声 - 櫨山めぐみ/英 -
第23話に登場した突撃レポーターの女性。
金髪のショートヘアで赤いスーツを着用、耳にパールのピアスを付けている。右目の横下にホクロがある。
滑舌で明るくて、撮影終了後でもつねに笑顔。涙もろい一面があり、可哀想なブルーの姿(実は演技)を見て泣いた。
トッドと一緒に「金曜日のフレンド」コーナーを務めている。トッドの名前を「テッド」とよく間違える。
キップ
声 - 青木誠/英 -
突如フォスターズ・ホームに訪れたハリウッドのプロデューサーの男性。ニュースの「金曜日のフレンド」コーナーでブルーを見て、彼を引き取る為にホームに訪れてスカウトする。
業界一のやり手で、ブルーを「ディオデオドラント」のCMに出演させて「ディオ」というマスコットキャラで人気者にした。
その正体は悪徳プロデューサーで、ブルーのスカウトも全ては金儲けの為であった。彼に書かせた出演契約書は縁組の契約書であり、裏ではブルーを檻に閉じ込める、フォスターズ・ホームに帰らせない、少しも休ませずにスケジュールを増やして働かせ続けるという酷い仕打ちをした。
バラエティショーでブルーが歌いながら自分の本性を暴露しようとし、マックと親友のIF達が助けに来たことでショーは大乱闘になる。更にブルーが「ディオデオドラント」を付けても効果がないことを劇を見に来た人達とテレビの視聴者に告白したので遂に激怒して本性を表し、「ディオデオドラント」を使うと体臭がきつくなるという性質を大衆の前で暴露してしまうという失態を犯し、最後は虚偽広告の罪で警察に逮捕された。
容姿は『パワーパフガールズ』に出てきたユートニウム博士の学生時代の親友で悪役のディックに似ている。
ジェームズ・リザジン
声 - 成瀬誠/英 -
マックの学校に通う町でクールな上級生。
彼が使ったフーセンガムの紙とガムを多数の生徒達が拾おうと取り合いを起こすほど人気。マックの性格に惹かれており、彼の人目を気にしない態度がクールだと気に入り、彼を放課後ロックに誘う。
IFがいるフォスターズ・ホームに行く人、岩登り、秘密基地などの遊びをする人はクールじゃないとダサ坊だと思っている。
マックがジェームズと放課後付き合っていることで午後3時までホームに来なかった為、ブルーは縁組に出されかけてしまう。
ダサ坊な格好をしたブルーを笑う大衆からマックが彼を庇い「自分らしさ」をみんなに教える姿を見て感動したが、「お前もダサ坊だってな!!」と指をさして馬鹿にして言った後、嘲笑いながら去って行った。その結果、マックは大衆に笑われてしまい「ダサ坊」呼ばわりされてしまうハメになる。
ロッド・タンゴ
声 - /英 -
『チケットは誰のもの？』に登場した映画俳優。マダム・フォスターやブルーを始めとしたIF達が溺愛してやまない著名な俳優だが、マックやフランシス・フォスターからは大根役者と称され、彼の出演する映画を安っぽいコメディ映画としか見ていなかった。
経緯は不明だがジャッキー・コーンズを「命の恩人」と称しており、映画のチケットを贈呈するほど非常に仲が良い。

### イマジナリー・フレンド

#### 主要なIF
ブルーリガード・キュー・カズー [Blooregard Q. Kazoo]
声 - 杉山紀彰/英 - キース・ファーガスン
本作の主人公（IF側）。マックが3歳の時に考え出した、青色のIF。通称：ブルー（Bloo）。外見はシンプルで可愛らしく人気があるが、悪戯好きで自分勝手な性格。何かと問題を巻き起こす為、いつもマックに止められているが、彼とは非常に仲が良い。りんごジュースが大好物で、トマトが苦手。
パドルボールが大好きだが、一回も弾ませられないなど決して巧くなく、度々パドルボールの巧いマックに窘められる。ボウリングが得意でストライクを一発で取れる。演技力が上手く俳優の才能があり、第23話でスカウトされて「ディオ」という名前でTVデビューをしたことがある。オリジナルのテーマ曲では、よくDJをしている。61話では『パワーパフガールズ』のモジョ・ジョジョの格好をしている。61cm・14kg。
エドゥアルド [Eduardo]
声 - 酒井敬幸/英 - トム・ケニー
毛むくじゃらの体に、大きな角と鋭い歯を持つIF。外見は恐ろしい怪物のようだが、とても臆病で心優しく、正義感も強い。これはエドゥアルドを生み出し、現在は婦警となったニナが、少女時代に住んでいた所の治安が悪く、常に自分の身が危険に晒されていたが為に、自身が常に強気でありたいという願望があってのこと。また彼女の出自に倣って、スペイン語を織り混ぜて話す（英語版ではスペイン訛りの英語、南米のスペイン語圏ではアメリカ訛りのスペイン語を話す）。愛称は「エド」だが、ニナだけは今でも幼い弟のような存在であることから「可愛い子鬼ちゃん」と呼んでいる。子犬と人形遊びとポテトが好き。大騒音恐怖症。ペパロニが嫌い。好きな色はピンク。三輪車がお気に入りでよく乗る。自分の金庫には多量の金（コイン）と札束と宝石が入れられており、大金持ちで貯蓄の才能がある。213cm・246kg。
ウィルト [Wilt]
声 - 阪口周平/英 - フィル・ラマール
バスケットボール好きな少年ジョーダンによって考え出された赤色のIF。背が高く、隻腕。いつも楽観的かつ自分より身の回りの事を優先する世話焼きで、少々お節介な所もある。頼み事をされると断れない。子供と年寄りにはとても優しい。普段は温厚だが、ホームや町の人々からあまりにも頼みごとをされすぎても一度も嫌だと言えず、更に楽しみにしていた大事なバスケットの試合の前半戦を見逃してしまい、発狂したことがある。また、ブルーの悪事を隠し通すようお願いをされた時は、必死に隠そうとするあまりヘリマンやフランキーに大迷惑をかけてしまったこともある。また背の高いフレンドとしてのプライドがあり、ブルーの背の高い自分達に対する暴言には冗談でも本気で怒る。口癖は「悪いね」「ごめん」。
かつてジョーダンの兄から申し込まれたバスケットボール対決において、彼の生み出したIFの意図的なファウルからジョーダンをかばった時に左腕を失い、左目も機能しなくなった。これにより対決に負け、その自責から自らジョーダンのもとを去り一度も顔を合わせようとしなかったが、マックやフランキー、ブルー達、ニナ巡査の計らいにより、現在プロ選手となったジョーダンと30年ぶりの再会を果たした。名前はウィルト・チェンバレンが元ネタ。244cm・75kg。
ココ [Coco]
声 - 岸野真一/英 - キャンディ・ミロ
カッコウにヤシの木と飛行機を合わせたような姿のIF。自分を考え出した創造主が不明で、科学者コンビによって発見されるまで離島で一人暮らしていた。「ココ」としか言わない。性別は雌。興奮した時、驚いた時、他人の注意を引きたい時などにオモチャの卵を産む。飄々としているが、お金を稼ぐ才能がありちゃっかりした一面もある。いつも裸足で靴を履かない。くちばしの中にちゃんと歯があり(第15話でウィルトに歯の定期検診をしてもらっている場面で判明)、よく甘いものばかり食べている(その食べているお菓子もウィルトが買ってあげている)。きまぐれな所があり、度々ヘリマンを困らせている。発見者の二人に対しては母親のように注意することもしばしばある。
ミスター・ヘリマン [Mr.Herriman]
声 - 平野俊隆/英 - トム・ケイン
幼い頃のマダム・フォスターによって考え出されたウサギのIF。フォスターズ・ホームを取り仕切る執事的存在。慇懃だが、規則と礼儀にうるさい頑固者。うっかり者な一面があり、悪フザけなどで調子に乗りやすい所、（ブルーに対して）薄情な一面がある。ウサギらしくニンジンが好物であり、理性を失してニンジンを食い漁ってしまう事も。犬が苦手で、一瞬見ただけですごく怯えて冷静さを失いパニック状態になり、フランキーに助けを求めて頼る。極度の近眼でいつも付けている片眼鏡がないと周りがよく見えない。
ブルーを「ミスター・ブルーリガード」、フランキーを「ミス・フランシス」と呼ぶ。英語版ではイギリス訛り。
オープニングの日本語版では彼がナレーションを務めている。
ダッチス [Duchess]
声 - 柘植夏子→重松朋/英 - グレイ・デライル
本作のカートゥーン ネットワーク・ヴィランズ。ピカソの絵画のような顔と平面の体を持つ「公爵夫人」のIF。自分自身と身の回りにある物全てを高級と主張するナルシストで、我侭かつ見栄っ張りな性格から、ホームの面々にも疎まれている。自分より注目されるブルーが気に入らず、テレンスと共に悪巧みを計画した事もあるが失敗し、ヘリマンにより罰が下された。お金好きで、大金持ちに引き取られるのが夢。一時期、マックの家の隣人家族に引き取られたことがある。
23時間寝むらないと肌の調子が良くならないという理由で夜のパーティを中止にしたいほど嫌っている。
上記の性格の悪さからマックからは「嫌味タラタラおばさん」、ブルーからは「ゲロゲロボー」また「偏屈オババ」呼ばわりされている。
チーズ [Cheese]
声：根津貴行→河本邦弘/英 - キャンディ・ミロ
ある朝、マックの家に現れた黄色のIF。言動は幼い赤ん坊のようで「チョコミルク大好き!」「シリアル大好き!」が口癖（しかしミルクアレルギーらしい）。当初はマックが想像主、すなわちブルーの弟と思われたが、真の想像主はマックのアパートの隣の部屋の子供、ルイーズ。純真な性格ゆえに、度々マック達の前に現れてはトラブルを巻き起こす。しかしホーム玄関にキー入力認証施錠装置を設置した際には、ミスター・ヘリマンが無作為で記録した暗証番号をプッシュ音で一度聴いただけで全て正確に暗記するという能力を見せた。
最終回でルイーズの引っ越し先の新居がIF禁止だった為、フォスターズ・ホームに住むことになった。
ジャッキー・コーンズ [Jackie Khones]
声 - 酒井敬幸/英 - フィル・ラマール
ホームに住む、緑色で一つ目のIF。小柄な外見に似合わず、ダンディな声質の持ち主（マダムには大好評で大絶賛するほどいい声）。サンドイッチやゆで卵が好物で、食べ物を巡りブルーやマック達と度々取引きをしており、サンドイッチを巡ってマダムを提訴したり、探偵を名乗ってマックの弱みに付け込み、好物を報酬として要求したこともあった。
フラッファー・ナッター [Fluffer Nutter]
声 - 浅井晴美/英 - グレイ・デライル
ホームに住む、ピンク色のリスの様な姿のIF。ジャッキーと交際している。仲間のIFと共にバンドを結成した事がある。
ブロッピーパンツ
声 - /英 -
灰色のネコのようなIF。
かなり気弱な性格で話し方もたどたどしいが、作中ではロックバンドのボーカルをしていたり、トラックを暴走させて新しい里親の元で危険な目に遭っていたIF達をまとめてホームに連れ戻したこともあった。

#### その他のIF
モジョ・ジョジョ
『パワーパフガールズ』からのゲスト出演。第1話から登場しており、ウィルトから「どっかで見た奴」と言われている。理由はウィルト曰く「想像力がない子はテレビのを真似る」かららしい。
エクストリーマーサラウス [The Ball-and-Chain Extreme-o-saur]
ボールとチェーンの体を持つ黒い巨体のIF。鋭い牙を持つ。手足であるチェーンは爆弾。
IFの一種だが非常に凶暴で危険な為、檻に入れられており、ホームから隔離されていた。
縄張り意識と警戒心が強く、檻に近づいた者をチェーンの手足で巻き付けて振り回す。肉が好物。
後にテレンスと共に悪巧みを計画したダッチスが檻から逃がしてしまう。
ブルーを消そうとするが、助けに来たマック、ウィルト、エドゥアルド、ココの加勢によって手足を失い顔だけの姿になる。
最後はマックとブルーの連携プレーにハマったテレンスとダッチスを飲み込んだ後、吐き出した。
第27話で自分が閉じ込められていた檻の中には別の狂暴なIFが2匹いた。
チャーリー
フライドチキンのIF。ダイエット合宿に通っていた子供に作られた。そして、やがて食べられそうになっていたところをマダムに匿ってもらった過去を持つ。
食べ物の外見ゆえに晩餐会には一切参加しない。ブルーはおろかウィルト・エドゥアルド・ココにまで食べられそうになっていた（ブルーは最初はマックの幻覚だと思っていた）。
スクリブル
赤ん坊が生み出したゴミ屑のラクガキのような姿をしたIF。大量にいる。
「ただうるさくてイライラさせるだけの厄介者達だから」という理由で秘密のドアに封印され閉じ込められていたが、後にドアの中が気になったブルーによって開けられてしまう（過去に幼少時代のフランキーが開けてしまい、フォスターズ・ホーム中に大量のスクリブルが溢れてしまった為、ヘリマンとマダム・フォスターはユニコーンの小屋に36日間住むハメになったことがある）。閉じ込められる彼らを可哀想に感じたマックの提案でフォスターズ・ホーム中の手伝いをするが、IF達が怠けて働かなくなってしまう。後にヘリマンの提案で大量のスクリブルはIFを求めた大勢の人々に引き取られることになった。その結果、スクリブルは1匹だけ残る（が、唾を出しながら舌を出す役割だった）。
言葉は喋れない。掃除などを行う働き者だが、言うこと（命令）を一つずつしか聞けないので一度にたくさんのことを頼まれると癇癪を起して大声で泣く。
レッド [Red]
声 - 白熊寛嗣/英 - フィル・ラマール
テレンスが打倒ブルーのために考え出したIF。赤い箱の体、テレンスと同じ出っ歯を持つ。
性格は創造主とは正反対で優しくて、花を愛している。力持ち。頭が悪い所は創造主と同じ。
テレンスに命令されてブルーを懲らしめようとするが、逆に返り討ちされてしまう（ブルーはレッドがテレンスが考え出したIFだと最初に気付き、ホームを案内しながら彼をハメて懲らしめる）。後に花を潰してしまい悲しむレッドの姿を見て罪悪感を感じたブルーが花を捧げたことで、彼と相棒（友達）になる。
最後はブルーが捧げた花を踏みつけて滅茶苦茶にし、更に「腰抜け!役立たず!ダサすぎ!!」と言ったテレンスに激怒し、彼を遠くへ思いっきり投げ飛ばした。
マックとブルーに「レッド2人大好き!!」と言い、彼らを強く抱きしめた（決して悪気はない）。そのままフォスターズ・ホームの一員になる。
実はテレンスは彼を「グリーン」と呼びたかったらしい。
ピザのIF
声 - /英 -
テレンスによって最初に考え出されたピザの姿をしたIF。手がある。
誕生した直後、彼によって体ごと全部食べられてしまう。
蜂のIF
蜂の様な姿をしたIF。本物の蜂そっくりで大量にいる。
フォスターズ・ホームの外にある蜂の巣ハウスに住んでおり、巣の壁には甘くておいしい蜂蜜がある。
ダンスが嫌いで、自分達の巣に入った者がダンスをして暴れると怒ってその相手を大群で刺してくる。レッドを刺しまくった。
後にユニコーンに飛ばされたテレンスが自分達の住処に入ってきて荒らしのに怒って大群で襲い掛かり、刺しまくる。
夜のパーティに参加しており、自分達の蜂蜜が入ったハチの巣を取ったシュガー・ハイ状態のマックを追いかけていた。
水のIF
フォスターズ・ホームの外にある巨大な鉄の水槽の中にいるIF。
可愛くて愛らしい魚のフレンドがいるが、中には巨大な魚のフレンドもいる。
飛び台の餌やり場があり、バケツの中に入っている小魚を与えると魚のIFが水面から飛び出して食べにくる。
上記のレッドを食べて後に吐いた巨大な魚のIFは狂暴そうな外見とは裏腹に友好的で、ブルーに「新しい餌は不味いとヘリマンに言ってくれ!!」と頼んでいる。
後にレッドに投げ飛ばされたテレンスを飲み込むが吐き出す。後に不味そうな表情をしていた。
ユニコーン
声 - /英 -
神話に出てくるユニコーンのIF。フォスターズ・ホームの外にある牧場と馬小屋に住んでいる。
ユニコーンには角がある、翼がある、角と翼があるのが3種類いる。それぞれ雄と雌がいる。
特に雄のユニコーンは気性が荒くて「女々しい」、「可愛い」という言葉が嫌いで、怒らせると角を刺してくる。
第3話でテレンスがダッチスと悪巧みをした罰のお仕置きで1人ユニコーンの小屋に入れられ、彼らに「女々しい」と馬鹿にして言って怒らせてしまった為、彼らに睨みつけられ、鋭い角を突き付けられていた（普段、強気でいるテレンスはあまりの恐怖で冷や汗をかいていた模様）。
第10話でフランク（紫色）、ジョー（桃色）、フィル（茶色、橙の鬣）という名前を持つユニコーン、虹色の鬣を持つ水色のユニコーンがおり、全員雄である。その中でフランクが「いいか!痛いのはちょっとだけだからな!!」と自分達のことを「可愛い」と言ったレッドに怒り、彼を角で刺して飛ばしている。
後に虹色の鬣を持つ水色のユニコーンが巨大な魚のIFに吹き飛ばされて自分の背中に乗ってきたテレンスにお礼を言われるが同時に「女々しいお馬さん」と馬鹿にされたので激怒し、彼を角で刺して蜂のIFがいるハチの巣ハウスへと飛ばした。
骨のIF
声 - /英 -
骨の姿をしたIF。手足が生えている。
創造主に捨てられたらしく、街で野犬に狙われて襲われていた所をウィルトに助けられた。
助けられた後、フォスターズ・ホームの一員になる。
イマジナリー・パピー
声 - /英 -
フォスターズ・ホームのゴミ捨て場にあったダンボールの中にいた右目にブチ模様がある子犬。
そこでエドゥアルドが拾って、ホームの皆に内緒で隠れてこっそりと飼う事にしたのだが、その子犬が勝手にホームの中を歩き回ってしまい、特に犬が苦手なミスター・ヘリマンが大混乱してしまう。噛み癖が強いのでエドゥアルドによって「カミカミ」と名付けられた。
更にマックがホームの前に捨てられていたたくさんの子犬を拾ってきた。それぞれマック達によって「ファニー」、「エステラ」、「マイケル」、「マジック」、「カリーヌ」、「バカルー」、「ルーシー」、「ボケナス」（ココが名前を付けた3匹の子犬の名前は不明）と名付けられる。
後に焼きもちを焼いたブルーが子犬が入っている箱をヘリマンがいる会議室までに持ち出してしまい、更に箱から逃げ出して大変な事態になる。
マック達はミスター・ヘリマンに見つからないようになんとか子犬を箱に戻していくが、マダム・フォスターが最後の1匹を持っていたのを見たエドゥアルドが驚いた拍子に箱を落としてしまい子犬が出てきてしまったことで結局見つかってしまい、保健所に引き取られそうになる。
普通の子犬だと思われていたが、実はIFだった。人の言葉を喋る、しっぽで空を飛ぶ、体の色を変える、炎を吐く、テレポートをする、ココのようにタマゴを産む、目からビームを出すなどの能力を持っている。カミカミは牙を大きくして長くする能力を持つ。IFと判明した後、子犬達はフォスターズ・ホームで暮らすことになった。しかし、犬が苦手なヘリマンはショックのあまり失神してしまう。
足が舌のIF
声 - /英 -
名前と創造主が不明。単眼で眼鏡をかけているのが特徴。白シャツを着ており、ネクタイを付けている。
足が全体舌で感覚もほとん舌である。床にこぼしてあるジュースの味がわかる。
足が舌の為、隣の席に座っていたIFに足を舐めたと疑われてしまう（実際はカミカミがそのIFの足を舐めていたから）。
ボウリングポール
声 - 阪口周平/英 - フィル・ラマール
ボウリング場の店員によって考え出されたボウリングのピンの顔を持つIF。
愛称は「ポール」。着ている衣装と愛用のボールがアメリカ風なのが特徴。
マックに「ボウリング道」などを伝授してレッスンを教える。プロに見えるが、実はボウリングが下手で出来ない。
ボウリング場には優勝トフロフィーがたくさん飾られており、ボウリング場の店員と一緒に写っている写真があるのでプロだと思われた、実際トロフィーは主人が優勝してもらったもので写真のポールは一緒に写っているだけだった。
パドルポール
声 - /英 -
パドルボールの形をしたIF。サングラスをかけている。突如、ボウリング場でブルーの前に現れて彼にパドルボールを教えるという。
トゥービー
声 - /英 -
顔が靴下で体がテレビのIF。頭に小さな帽子を被っている。
テレビは視聴したり、チャンネルを変えることも可能。
チャンネルの種類は6、7、9、10、282、283などたくさんあるらしい。
ベンディ
声 - 石野竜三/英 - ジェフ・ベネット
黄色の体に太い眉、縞模様、尖った髪が特徴のIF。創造主は気が弱くて大人しい少年グレゴリー。
以前住んでいた家でイタズラばかりして手に負えないという理由でグレゴリーの両親によって追い出されるようにフォスターズ・ホームに入れられた。
ベンディと家族の様子から、どうも濡れ衣らしいと見たミスター・ヘリマンとフランキーは可哀想な彼を暖かく迎え入れる。
一見大人しそうに見えるが、実は本当にとんでもないイタズラ者だった。イタズラをする時は眉毛を上にあげ、ニヤリと悪い表情をする。
嘘や嘘泣きが得意で、ヘリマンとフランキーを騙し、自分のやったイタズラをブルー達、他のフレンドのせい（つまり冤罪）にする。彼のせいでブルー達は無実の罪でヘリマンとフランキーに怒られてしまう。
最後はブルーが仕掛けた罠によって自分の悪事がヘリマンとフランキーに暴かれそうになるという絶体絶命の危機に陥り、水道の取っ手が外れてフォスターム・ホーム全体に水があふれてしまい、その結果、ホームは全体水び出しとなって崩壊してしまう（結局、ヘリマンとフランキーは最後までベンディの悪さを信じず、更にマックはブルーの仕業だと思い込む）。話の最後には目の前に赤いスプレーをかけて全体を赤くして強制的に終了させた。
ウィルトとは水と油のような関係（EDにて「ウィルトきれいにしろ!」というラクガキをスプレーで壁に描いていた）。
アイヴァン
声 - 宮島史年/英 - ケヴィン・マクドナルド
生まれつき目が見えない少年スティービーによって考え出された頭に大量の目玉がある白いIF。
スティービーの目の代わりで盲導犬のような役割をしているので首輪とリードが付いている。ちょっとしたことでパニックになりやすい。
とある理由で彼とはぐれてしまい、道路で車に轢かれそうだった所をマックとブルーに発見され、助けられる。
一緒にスティービーを探すがはぐれてしまったり、ブルーが捨てられたと勘違いして怒ったウィルト達と一緒にマックを批判するなど困らせたりしていた。
公園で行われた誕生日パーティでスティービーを見つけ再会することができたが、スティービーの母が息子とIFの記念写真を撮る時に使ったカメラのフラッシュに驚いてパニックになり逃げ出した（これがはぐれてしまった原因であることが判明）。後にマック達は逃げる彼を捕まえる為に追いかける。
大量のブルー
声 -
マックのクラスメートがブルーに憧れて生み出した大量のIF達。
ブルーに似ているが、それぞれ顔や形が違う。後にクラスメート達がちょっと気に入らない理由（ムカつく、可愛くないなど）でフォスターズ・ホームへ連れてきてしまう。全員ブルーの子分になりイタズラをして楽しむが、ブルーがマックと憧れのアイススケートショー「アイスシャレード」に行くと聞いた途端、本物のブルーに混じって大騒ぎになる。
本物のブルーが見分けられた後、アイスシャレードに参加するブルベリー役の元金メダリストが足を骨折してしまったのでショーが中止されかけてしまう。マックの提案で大量のブルー達が代役としてアイスシャレードにブルーベリー役として参加した。
プリンス
声 - 土田大/英 - フィル・ラマール
おとぎ話の「白馬の王子」そのままのIF。
フランキーに一目惚れし、マック、ブルーらと共に彼女のデートを邪魔する。
ベリー [Berry]
声 - 有賀由衣/英 - グレイ・デライル
突然ホームに来たピンク色のIF。可愛らしい見た目とは裏腹に気性が極端に激しく、ブルーに一目惚れしてストーカー行為をし、マックを邪魔だと思い引き離そうとする。逆にブルーにとっては眼中になく、名前を覚えてもらえない。後にマックとブルーのコンビによってゴムボールに括り付けられホームの外へ追い出され、ちゃっかりゴムボールでの旅行の世界記録を打ち立てる。その後も再登場し、再びブルーとマックを引き離す策略をする。
巨大なIF
声 - 中村浩太郎/英 -
灰色の毛に覆われているとても巨大なIF。暴力で荒れた町の出身で、自分を考え出した創造主と同じく狂暴。本名は不明。
狂暴そうで強面な外見からホームの面々からは恐れられている。前にもタフなフレンドをじりじり追い詰めて苦しめたらしい。
時間をかけるのが好きなねちっこい性質の持ち主。自室には拷問器具がたくさん飾られており、性格がよく表されている。
ブルーが自分に「上空の天気はどう?」と言ったジョークに怒り、午後4時に行う外での決闘を申し込む。
ブルーのことを「ミスター・お笑い」と呼ぶ。決闘の前に練習台としてエドゥアルドとテレンスを痛めつけた。
怖そうな外見には似合わず、実はお笑い好き。一番愉快でお笑いの天才で皆を笑顔にするブルーに憧れていたことが判明。
ブルーが自分に言ったジョークには本当は全然怒っておらず、名言だと高評価してウケいた模様。
「ブルーで真っ赤なものは何だ?」（答えは「お前だ!」）、「これぞ、ブルーベリー!!」というフルーツのネタを扱う（本人曰く「得意な芸」）。
最後は自分が考えたグレープフルーツで目に染みる芸を「イマイチだ」と言ったブルーを拳で潰す（それを見たエドゥアルドは「やっぱりブルーが潰されるのがオチなんだ!」と言った）。
ちなみに劇中では「新入り（New Guy）」と呼ばれていたが、ベンディやチーズも当初はそう呼ばれていた。
ジョリー・ボトン
名前のみ登場しているIF。姿は不明。性別は男。
激辛事件を引き起こしたのが元でヘリマンによってフォスターズ・ホームを永久追放されてしまったが、実はブルーの仕業であることが判明（つまりベンディの様な冤罪であり、ブルーによって濡れ衣を着せられ、無実の罪でヘリマンに追い出されてしまった）。
自分をハメたブルーのことを相当恨んでいるらしく、彼に「I WiLL GET yo!!（覚えてろ!）」という文字が一つずつ貼られた絵葉書を送りつけている。
Deod7Ann
声 - /英 -
容器缶の体を持つ女性のIF。
体の色はピンク色で頭は丸い透明の蓋を持つIF。紫色のリボンを付けており、紫色のハイヒールを履いている。
ディオデオドラントのCMマスコットとして出演したブルーに嫉妬し「よくも私の役を取ったわね!!」と拳を震わせながら怒っていた。
アンクル・ポケッツ
声 - 石川ひろあき/英 - ケビン・マイケル・リチャードソン
かつてフォスターズ・ホームに初めて来たIF第1号。ピエロのような顔が特徴。
たくさんのポケットが付いたスーツとシルクハットを身に付けている。穏やかで親切で優しく、嘘（冗談）を言って相手を楽しませる。
ポケットの中には星型の折り紙、シャボン玉、花、懐中時計、ものさし、電卓、コルクなどがたくさん入っている。
シルクハットには大量のお菓子が入っている。自分を迎え入れてくれたマダムとホームの皆と子供が好き。ミルクは嫌い。
これまでに様々な子供達の所へ行き、別れを繰り返してきた「プロ」のフレンドでホームの皆から慕われている人気者。我侭なダッチスでさえ「我慢出来る」と評する程。
彼のことをよく知らないブルーからは胡散臭い怪しいヤツだと思われて新聞のネタのターゲットにされていた。
後にブルーが彼がマダム、ヘリマン、フランキーに話している場面を見てマダム・フォスターを始末する計画を立てていると思い込む。
更に夜、マダムが彼に暗殺されたと思われる場面を見てしまい彼女の遺体を庭に埋めたと思われたが、実は全てブルーの勘違いだった。
アンクルポケッツがマダムを日帰り温泉旅行に招待させて喜ばせる為にやった計画であることが判明（その前にマダムと楽しくボードゲームをし、ヘリマンに日帰り温泉に入る権利書を見せ、フランキーにマッサージサービスの折りチラシを見せていた。暗殺されたと思われたマダムの叫び声は、温泉旅行の招待状をアンクルポケッツにプレゼントされて興奮して叫んだ喜びの叫び声であることが判明）。
カバンの中には今まで出会った子供達の思い出（ボール、手作りのネックレス、乳歯、人形、オモチャの機関車など）が詰まっており、子供との距離を保つ為に布袋の中に隠し、見つからないように夜こっそりホームの外の庭にある木の下に埋めて隠していたことも判明。本当は子供達をとても恋しがっていた。
最後は新たな引き取り手が見つかり、ホームを出て、新しい子供がいる家で幸せに暮らしている。
ゲーリー
声 -
つぶらな瞳をした猫の様なIF。
ピンクと青の縞模様のTシャツを着ている。アンクルポケッツの歌に出てきた。
涙を流しており、「大嫌い!!」とアンクルポケッツに言われたが、嘘（冗談）だったので笑顔になった。
新聞を配るIF
薄紫色のIF。本名は不明。
つぎはぎがある紫色のコートを着用し、濃い紫色の毛糸のマフラーを巻いている。
2つの顔があり、被っている茶色の帽子の角度を変えて被ると前と後ろに顔があるのがよくわかる。3本の足を持つ。
ブルーが作った新聞記事を朝に配るのが仕事。決め台詞は「号外!号外!読んでちょうだい!」。
エクストリームアサラウスのIF
ジンボのゴミ捨て場で行われたエクストリームアサラウスの大会にいた多量のIF。
10代の男の子達によって戦闘用に考えられた為、モンスターや鎧など狂暴で恐ろしい外見をしている。
中には中年男性の足と犬の顔を持ち「BURP」の文字付きの帽子を被った一頭身のIF、腐った魚介類のバケツの顔とロボットの足を持つIF、チェーンソーの顔を持つ犬のIFなど趣味が悪いのもいる（ウィルト曰く「10代の男の子のIFってひどい!本当に趣味が悪すぎるよ!!」）。また男子用公衆トイレのIFもいた。
レモニーリキッドオーサー
金色の鎧を覆った巨大な緑色のサイプロックスのIF。金髪の10代男子によって考え出された。
エクストリームアサラウス最終トーナメントに出場する予定だったが、創造主と共にマックらによって気絶させられる。
ブルー（顔）、ウィルト（足）、ココ（手）がエドゥアルドをホームに連れて帰る為に彼に変装して大会に出場した。
後に変装が解けてしまい、更に気絶させられた本物が出てきて、テレンスは司会者に野乗（ズル）したと思われ失格退場させられる。
エクストリームアサラウス大会の前チャンピオン
エクストリームアサラウス大会で優勝した前大会のチャンピオンで黄色いウサギのようなIF。本名は不明。
巨大な箱に入れられている。見た目は小さくて可愛らしい姿をしているが、寝ている時に起こすと危険で驚くと体から強力な電気を発する触手を出す。
エクストリームアサラウス最終決戦トーナメントで失格された腹いせにテレンスがマック、ブルー、ウィルト、ココをそのIFがいる箱に閉じ込めた。
大切な友達を助ける為にエドゥアルドが勇気を出し、起こさないように静かに触手を避けながら移動してマック達を無事に救出して脱出できた。
最後は怒ったエドゥアルドの勢いに押されて入り込んだテレンスに驚き、彼に強い電撃を浴びせ、泣かして更に失禁（おもらし）をさせた。
創造主は小柄な頭脳派で大人しそうな外見とは裏腹に自分のIFが超狂暴だと男子達に説明するほど腹黒い。
グーフボール・ジョン・マギー
声 - 疋田高志/英 - フィル・ラマール
赤い鼻と水玉模様の黄色いネクタイを身に付けた、カナダにいるジョン・ラリー・マギーという子供によって考え出された人間のようなIF。ガムを膨らませるのが得意。
ホームにやってきた際にヘリマンや他のフレンド達はIFとして彼を歓迎したが、フランキーから見ればIFを偽ってホームに上がり込んだ人間の高校生にしか見えず、フランキーに色々とお願いしたり、彼女のバスを運転しようとするなどしてフランキーは色々と手を焼いてしまい、次第に苛立ちを募らせ彼の正体を暴こうと画策する。
フランキーのことを「フラニー」と呼んでいる。同級生の友達が3人いる。
グーフボールの正体を暴こうとフランキーはあらゆる手を使ったが、そうした行動がヘリマンの怒りに触れてしまい、楽しみにしていたコンサートのチケットをグーフボールに奪われる形になり、ヘリマンの言いつけでホーム内の掃除をさせられた。
その後、コンサートから帰ってきたフレンド達の中にいたグーフボールに「フランキーは行けなくて残念」と満足げな表情で言い放たれ、これに堪忍袋の緒が切れたフランキーはグーフボールを追いかけ、怯んだところで赤い鼻を外したところ、本当の鼻がゾウのような細長い形をしており、グーフボールが本当にIFである事とフランキーの誤解である事が判明した。話の最後に彼を生み出した子供とその両親が迎えに来てくれた。
フリットとフラット
声 - /英 -
セイヨウナシのような形をした橙色のIF。フリットの体には「F」、フラットの体には反転した「F」の文字が書かれている。
清掃具入れをギフトショップと勘違いしたり、子分を「コブ」や「昆布」と聞き違えたりと2人ともどこかズレている。
ココにいたずらを仕掛けられたと勘違いしたブルーが仕返しをするべく2人を子分として利用し、ブルーと共にココにいたずらを仕掛けようとするが、2人の頭の悪さやココの機転によってことごとく返り討ちに遭い、終いにはヘリマンの着ぐるみの中に閉じ込められてしまう（これを本物のヘリマンと勘違いしたブルーはいたずらの後始末と掃除を夜通しでする羽目になってしまった）。
ノミのIF
声 - /英 -
アブラハム・リンカーン
声 - /英 -
『リンカーン大統領の陰謀』に登場した、リンカーン大統領を名乗るボールペン型の小さなIF。
創造主と思しき生徒のカンニングを手伝っていたが先生により物の如く没収され、マックとブルーの計らいで相棒のムースと共に助け出された。ホームにやってきてからは、IFが以前ほど引き取られなくなり定員オーバーとなっていたホームの運営に不安を募らせていたマダム・フォスターを慮り、IFが社会で活躍できるようにするためのホームの改革プログラムを主導した。
だが、本当の性格は腹黒くかなりの拝金主義者であり、IFの養子縁組と称してIFに法外な値段を付けて販売し、ブルーを除くホーム内の全てのIFを里親の元で働かせることで巨額の富を得た。そしてマダム・フォスターを言葉巧みに操ってホームから追い出し、ホームをカジノに建て替えるという野望の実現に着手した。
その計画は、それを阻止しようとするマックとヘリマン、フランキーやそれに巻き込まれたブルーとの一悶着の間にマダム・フォスターの耳に入り、マダム・フォスターによって様々な罰を受けさせられた後に全てのIFを買い戻す手伝いをさせられる羽目になった。
かなりの口達者で、人前では丁寧な口調で相手を思いやるような都合の良い言葉を連ねているが、正体を暴かれた後は非常に乱暴な口調になり、声質も大幅に変わっている。
ムース
声 - /英 -
とても大柄なゾンビのような風貌をしたIF。出会った経緯は不明だが、リンカーンの相棒かつ世話役で、リンカーンと共にホームを金儲けの道具として利用する改革を主導した。リンカーンを「大統領閣下」と呼んでいる。
とても怪力で、リンカーンの野望を阻止しようとしたマックとフランキーを力づくで倉庫に閉じ込めたが、暴走したブルーやマダム・フォスターには敵わなかった。

## 用語
イマジナリーフレンド
略称：IF。直訳すると「空想の友達」、つまり子供達が空想で作った、脳内だけにいる友達の事。姿形は、生き物の様な姿から奇怪な生物まで様々。作中では現実にも実在する様に空想した本人以外も見たり話したりする事が出来、家族の一員として日常生活にも馴染んでいる。創造主が大人になってもずっと一緒にいるIFもいる。例えば、ミスター・ヘリマンは創造主（マダム・フォスター）が老人になってもずっと一緒にいる。
フォスターズ・ホーム
役割を終えた（また創造主に捨てられた）IFを引き取り、また新たに友達となる子供を見つける施設。本作の舞台のほとんどはホームになっているが、一部例外もある。施設にいるIFは、劇中に登場している以上にたくさんいる（『リンカーン大統領の陰謀』時点では、その数は2039）。

## スタッフ
- 原作 - クレイグ・マクラッケン
- 製作総指揮 - クレイグ・マクラッケン、ブライアン・A・ミラー
- プロデューサー - ヴァンソン・アニセト
- スーパーバイジング・プロデューサー - ジェニファー・ペルフリー（1 - 26）、ローレン・ファウスト
- 共同プロデューサー - マイク・ムーン
- ラインプロデューサー - ヴィクトリア・マッカラム
- ストーリー・エディター - クレイグ・マクラッケン
- 美術監督：マイク・ムーン（1 - 27）、クレイグ・マクラッケン（27 - 52）、マーティン・アンソラビア（53 - 75）
- 録音演出 - コレット・サンダーマン
- キャラクターデザイン - アンドリュー・ビワアク、ヴォーン・タダ、クレイトン・マッケンジー・モロー、マーク・アクランド
- 音楽 - ジェームズ・L・ヴェナブル、ジェニファー・キース・レミントン
- 製作 - カートゥーン ネットワーク・スタジオ

### 日本語版制作スタッフ
- エグゼクティブ・プロデューサー - 松下健司（1 - 13）
- プロデューサー - 末次信二（1 - 13）、鮎貝義家
- 翻訳 - 石渡恵理子、今泉恒子、池田美紀
- 演出 - 小川利夫
- 調整 - 星野賢爾（1 - 26）、小林貴裕（27 - ）
- 録音助手 - 高見元太
- 制作 - 尾澤美牧、田中知（27 - ）
- 日本語版制作 - カートゥーン ネットワーク（66 - ）、ハーフ エイチ・ピー スタジオ

## 放映リスト

### シーズン1
| 話数    | サブタイトル               | 原題                       | 脚本                                    | 絵コンテ                                                                      | 演出                   | 日本放送日      |
| ------- | -------------------------- | -------------------------- | --------------------------------------- | ----------------------------------------------------------------------------- | ---------------------- | --------------- |
| 1       | 新しき我が家 パート1       | House of Bloo's Part1      | クレイグ・マクラッケン                  | クレイグ・マクラッケン                                                        | クレイグ・マクラッケン | 2005年 10月30日 |
| 2       | 新しき我が家 パート2       | House of Bloo's Part2      | クレイグ・マクラッケン                  | クレイグ・マクラッケン ローレン・ファウスト クリス・デント ブライアン・ラレン | クレイグ・マクラッケン | 2005年 10月30日 |
| 3       | 新しき我が家 パート3       | House of Bloo's Part3      | クレイグ・マクラッケン                  | クレイグ・マクラッケン ローレン・ファウスト クリス・デント ブライアン・ラレン | クレイグ・マクラッケン | 2005年 10月30日 |
| 4       | ブルー、早くも追放?        | Busted                     | エイミー・キーティング・ロジャース      | クリス・デント                                                                | クレイグ・マクラッケン | 10月31日        |
| 5       | 腹ペコの夜                 | Dinner Is Swerved          | エイミー・キーティング・ロジャース      | ブライアン・ラレン                                                            | クレイグ・マクラッケン | 11月1日         |
| 6       | 仲間を救え!                | Adoptcalypse Now           | グレイク・ルイス                        | チャック・クライン ヴォーン・タダ                                             | クレイグ・マクラッケン | 11月2日         |
| 7       | ショッピング・モール大騒動 | Store Wars                 | ローレン・ファウスト                    | エド・ベイカー                                                                | クレイグ・マクラッケン | 11月3日         |
| 8       | 恐怖の館                   | Bloooo                     | グレイク・ルイス                        | ブライアン・ラレン ヴォーン・タダ                                             | クレイグ・マクラッケン | 11月4日         |
| 9       | 秘密のドア                 | The Trouble With Scribbles | グレイク・ルイス                        | クリス・デント                                                                | クレイグ・マクラッケン | 11月5日         |
| 10（A） | レッドと対決               | Seeing Red                 | チャック・クライン                      | チャック・クライン                                                            | クレイグ・マクラッケン | 11月6日         |
| 10（B） | 最優秀フレンドになりたい   | Phone Home                 | クリス・サヴィーノ                      | クレイトン・マッケンジー・モロー                                              | クレイグ・マクラッケン | 11月6日         |
| 11      | おもしろウサギは大スター   | World Wide Wabbit          | ローレン・ファウスト                    | エド・ベイカー                                                                | クレイグ・マクラッケン | 11月7日         |
| 12      | いとしのブルー             | Berry Scary                | ミーガン・マッカーシー クレイグ・ルイス | クリス・デント                                                                | クレイグ・マクラッケン | 11月8日         |
| 13      | 子犬はどこ?                | Who Let the Dogs In?       | ローレン・ファウスト                    | エド・ベイカー                                                                | クレイグ・マクラッケン | 11月9日         |

### シーズン2
| 話数    | サブタイトル             | 原題                               | 脚本                               | 絵コンテ                                            | 演出                   | 日本放送日     |
| ------- | ------------------------ | ---------------------------------- | ---------------------------------- | --------------------------------------------------- | ---------------------- | -------------- |
| 14      | ボウリング対決           | The Big Lablooski                  | エイミー・キーティング・ロジャース | ヴォーン・タダ                                      | クレイグ・マクラッケン | 2006年 8月26日 |
| 15（A） | お願いウィルト           | Where There's a Wilt There's a Way | クレイグ・ルイス                   | クレイトン・マッケンジー・モロー                    | クレイグ・マクラッケン | 8月27日        |
| 15（B） | ベンディに負けるな       | Everyone Knows It's Bendy          | ローレン・ファウスト               | マイク・キム                                        | クレイグ・マクラッケン | 8月27日        |
| 16      | 今夜はパーティ!          | Partying Is Such Sweet Soiree      | クレイグ・ルイス                   | マイク・キム                                        | クレイグ・マクラッケン | 8月28日        |
| 17（A） | 誰かが誰かをさがしてる   | Sight For Sore Eyes                | ローレン・ファウスト               | クレイトン・マッケンジー・モロー チャック・クライン | クレイグ・マクラッケン | 8月29日        |
| 17（B） | ブルー大繁殖!?           | Bloo's Brothers                    | アダム・プラバ                     | クレイトン・マッケンジー・モロー                    | クレイグ・マクラッケン | 8月29日        |
| 18      | マダムのクッキーは大人気 | Cookie Dough                       | アダム・プラバ                     | エド・ベイカー                                      | クレイグ・マクラッケン | 8月30日        |
| 19      | フランキーに首ったけ     | Frankie My Dear                    | ローレン・ファウスト               | ローレン・ファウスト                                | クレイグ・マクラッケン | 8月31日        |
| 20      | 弟ができちゃった         | Mac Daddy                          | ローレン・ファウスト               | クリス・デント ローレン・ファウスト                 | クレイグ・マクラッケン | 9月1日         |
| 21      | かわいいゾウさん         | Squeakerboxxx                      | クレイグ・ルイス                   | エド・ベイカー                                      | クレイグ・マクラッケン | 9月2日         |
| 22      | 口はわざわいのもと       | Beat With A Schtick                | クレイグ・ルイス                   | エド・ベイカー                                      | クレイグ・マクラッケン | 9月3日         |
| 23      | 有名人になりたい         | The Sweet Stench Of Success        | アダム・プラバ                     | ヴォーン・タダ                                      | クレイグ・マクラッケン | 9月4日         |
| 24      | マックはダサ坊?          | Bye Bye Nerdy                      | ティム・マッケオン                 | ヴォーン・タダ                                      | クレイグ・マクラッケン | 9月5日         |
| 25      | 最強のライバル登場       | Bloo Done It                       | クレイグ・ルイス アダム・プラバ    | ニール・スタニッキー ヴォーン・タダ                 | クレイグ・マクラッケン | 9月6日         |
| 26      | ココがレディに変身       | My So-Called Wife                  | アダム・プラバ                     | エド・ベイカー                                      | クレイグ・マクラッケン | 9月7日         |

### シーズン3
| 話数 | サブタイトル                    | 原題                                      | 脚本                                              | 絵コンテ                                      | 演出                   | 日本放送日     |
| ---- | ------------------------------- | ----------------------------------------- | ------------------------------------------------- | --------------------------------------------- | ---------------------- | -------------- |
| 27   | エドゥアルドは最強のモンスター? | Eddie Monster                             | クレイグ・ルイス                                  | クリス・デント                                | クレイグ・マクラッケン | 2007年 1月18日 |
| 28   | しゃっくりが止まらない          | Hiccy Burp                                | クレイグ・ルイス                                  | ニール・スタニッキー アレックス・アルマゲール | クレイグ・マクラッケン | 1月19日        |
| 29   | キャンプはこりごり              | Camp Keep A Good Mac Down                 | ティム・マッケオン                                | エド・ベイカー                                | クレイグ・マクラッケン | 1月20日        |
| 30   | さよなら、ダッチス              | Duchess Of Wails                          | アダム・プラバ エイミー・キーティング・ロジャース | ヴォーン・タダ                                | クレイグ・マクラッケン | 1月21日        |
| 31   | にせ者をやっつけろ              | Imposter's Home For Um...Make 'Em Up Pals | クレイグ・ルイス                                  | クリス・デント                                | クレイグ・マクラッケン | 1月22日        |
| 32   | マックのヨーロッパ旅行計画      | Foster's Goes To Europe                   | ティム・マッケオン                                | エド・ベイカー                                | クレイグ・マクラッケン | 1月23日        |
| 33   | すてきなガールフレンド          | Go Goo Go                                 | ローレン・ファウスト                              | ヴォーン・タダ                                | クレイグ・マクラッケン | 1月24日        |
| 34   | 消えたニンジンのなぞ            | Crime After Crime                         | ローレン・ファウスト                              | エド・ベイカー                                | クレイグ・マクラッケン | 1月25日        |
| 35   | ノミの王国                      | Land of the Flea                          | アダム・プラバ ローレン・ファウスト               | カーク・ハンソン                              | クレイグ・マクラッケン | 1月26日        |
| 36   | 映画を撮ろう                    | One False Movie                           | アダム・プラバ                                    | アンドリュー・シューレイ                      | クレイグ・マクラッケン | 1月27日        |
| 37   | リーダーは誰?                   | Setting a President                       | アダム・プラバ                                    | ダグラス・マッカーシー ヴォーン・タダ         | クレイグ・マクラッケン | 1月28日        |
| 38   | 個室争奪戦                      | Room With a Feud                          | ティム・マッケオン                                | ヴォーン・タダ                                | クレイグ・マクラッケン | 1月29日        |
| 39   | コレクションに夢中              | Cuckoo for Coco Cards                     | シンディ・モロー ローレン・ファウスト             | エド・ベイカー                                | クレイグ・マクラッケン | 1月30日        |

### シーズン4
| 話数 | サブタイトル                           | 原題                          | 脚本                                        | 絵コンテ                                    | 演出                   | 日本放送日     |
| ---- | -------------------------------------- | ----------------------------- | ------------------------------------------- | ------------------------------------------- | ---------------------- | -------------- |
| 40   | 親友取り戻し大作戦                     | Challenge of the Superfriends | ローレン・ファウスト                        | ヴォーン・タダ                              | クレイグ・マクラッケン | 2007年 11月4日 |
| 41   | 集合写真の謎                           | The Big Picture               | ティム・マッケオン                          | クリス・デント アンドリュー・シューレイ     | クレイグ・マクラッケン | 11月5日        |
| 42   | 今が一番大切                           | Squeeze the Day               | ティム・マッケオン                          | エド・ベイカー                              | クレイグ・マクラッケン | 11月6日        |
| 43   | 近所迷惑                               | Neighbor Pains                | ティム・マッケオン                          | アンドリュー・シューレイ                    | クレイグ・マクラッケン | 11月7日        |
| 44   | 悪夢のパジャマパーティ                 | Infernal Slumber              | ティム・マッケオン                          | ヴォーン・タダ                              | クレイグ・マクラッケン | 11月8日        |
| 45   | サプライズパーティを阻止せよ           | I Only Have Surprise For You  | ティム・マッケオン                          | エド・ベイカー                              | クレイグ・マクラッケン | 11月9日        |
| 46   | ブルーは迷ドライバー                   | Bus the Two of Us             | ミーガン・マッカーシー ローレン・ファウスト | ニール・スタニッキー クレイグ・マクラッケン | クレイグ・マクラッケン | 11月10日       |
| 47   | ホームの招かれざる客                   | The Big Cheese                | ローレン・ファウスト                        | ヴォーン・タダ                              | クレイグ・マクラッケン | 11月11日       |
| 48   | いい行いをしよう                       | Bloo's the Boss               | デレク・バックマン                          | エド・ベイカー                              | クレイグ・マクラッケン | 11月12日       |
| 49   | リンカーン大統領の陰謀                 | Emancipation Complication     | デレク・バックマン                          | ニール・スタニッキー エド・ベイカー         | クレイグ・マクラッケン | 11月13日       |
| 50   | グッド・ウィルト・ハンティング パート1 | Good Wilt Hunting Part1       | ローレン・ファウスト                        | ヴォーン・タダ                              | クレイグ・マクラッケン | 11月14日       |
| 51   | グッド・ウィルト・ハンティング パート2 | Good Wilt Hunting Part2       | ローレン・ファウスト                        | エド・ベイカー                              | クレイグ・マクラッケン | 11月15日       |
| 52   | イマジナリー・バトル                   | Make-Believe it or Not!       | ケルシー・マン                              | カーク・ソッチャー                          | クレイグ・マクラッケン | 11月16日       |

### シーズン5
| 話数 | サブタイトル                       | 原題                                             | 脚本                                      | 絵コンテ                      | 演出                   | 日本放送日     |
| ---- | ---------------------------------- | ------------------------------------------------ | ----------------------------------------- | ----------------------------- | ---------------------- | -------------- |
| 53   | チーズをつかまえろ                 | Cheese A Go-Go                                   | ローレン・ファウスト デレク・バックマン   | エド・バーカー                | クレイグ・マクラッケン | 2008年 7月13日 |
| 54   | 100ドルの正しい使い方              | The Buck Swaps Here                              | チャーリー・ビーン クレイグ・マクラッケン | ヴォーン・タダ                | クレイグ・マクラッケン | 7月19日        |
| 55   | 相棒えらびは慎重に                 | Say It Isn't Sew                                 | デレク・バックマン                        | ケルシー・マン                | クレイグ・マクラッケン | 7月20日        |
| 56   | ブルーおじいちゃん                 | Something Old, Something Bloo                    | カーク・サッチャー ローレン・ファウスト   | エド・ベイカー                | クレイグ・マクラッケン | 7月26日        |
| 57   | フォスターズ・バンド天国           | Schlock Star                                     | デレク・バックマン                        | ケルシー・マン                | クレイグ・マクラッケン | 7月27日        |
| 58   | スーパーヒーローとマジック・ポテト | The Bloo Superdude and The Magic Potato of Power | クレイグ・マクラッケン                    | ヴォーン・タダ                | クレイグ・マクラッケン | 8月2日         |
| 59   | マックの結婚式                     | The Bride To Beat                                | クリス・サヴィーノ ローレン・ファウスト   | エド・ベイカー                | クレイグ・マクラッケン | 8月3日         |
| 60   | 友情の危機                         | Affair Weather Friends                           | ローレン・ファウスト シンディ・モロウ     | ヴォーン・タダ                | クレイグ・マクラッケン | 8月9日         |
| 61   | フォスターズ・ホームの悪夢         | Nightmare On Wilson Way                          | デレク・バックマン                        | ケルシー・マン                | クレイグ・マクラッケン | 8月10日        |
| 62   | チケットは誰のもの?                | Ticket To Rod                                    | デレク・バックマン                        | エド・ベイカー                | クレイグ・マクラッケン | 8月16日        |
| 63   | エドはヒーロー                     | Better Off Ed                                    | デレク・バックマン                        | ヴォーン・タダ                | クレイグ・マクラッケン | 8月17日        |
| 64   | ホームの歓迎すべき友（フレンド）   | The Little Peas                                  | ローレン・ファウスト デレク・バックマン   | ケルシー・マン ヴォーン・タダ | クレイグ・マクラッケン | 8月23日        |
| 65   | ヘリマンはやっぱりヘリマン         | Let Your Hare Down                               | ロブ・レンゼッティ                        | エド・ベイカー                | クレイグ・マクラッケン | 8月24日        |

### シーズン6（最終シーズン）
| 話数 | サブタイトル                           | 原題                                                    | 脚本                                      | 絵コンテ                          | 演出                   | 日本放送日    |
| ---- | -------------------------------------- | ------------------------------------------------------- | ----------------------------------------- | --------------------------------- | ---------------------- | ------------- |
| 66   | 名探偵ジャッキー・コーンズ             | Jackie Khones and the Case of the Overdue Library Crook | デレク・バックマン                        | エド・ベイカー                    | クレイグ・マクラッケン | 2010年 2月6日 |
| 67   | ココの大冒険                           | Mondo Coco                                              | ロブ・レンゼッティ                        | ケルシー・マン                    | クレイグ・マクラッケン | 2月7日        |
| 68   | ブルーのいたずら戦争                   | Pranks For Nothing                                      | デレク・バックマン                        | エド・ベイカー                    | クレイグ・マクラッケン | 2月13日       |
| 69   | フォスターズ・ビデオコンテスト         | Bloo Tube                                               | ロブ・レンゼッティ                        | ヴォーン・タダ                    | クレイグ・マクラッケン | 2月14日       |
| 70   | マックとブルー 勝つのはどっち?         | Race for Your Life Mac & Bloo                           | ミッチ・レーソン クレイグ・マクラッケン   | エド・ベイカー                    | クレイグ・マクラッケン | 8月2日        |
| 71   | スーパーヒーローと偉大な創造者の祝賀会 | The Bloo Superdude And The Great Creator of Everything  | デレク・バックマン クレイグ・マクラッケン | ケルシー・マン ヴォーン・タダ     | クレイグ・マクラッケン | 2月20日       |
| 72   | 必勝!挑戦トーナメント                  | Bad Dare Day                                            | デレク・バックマン                        | エド・ベイカー ヴォーン・タダ     | クレイグ・マクラッケン | 2月21日       |
| 73   | やっぱりホームが一番!                  | Read 'Em and Weep                                       | ロブ・レンゼッティ                        | ロブ・レンゼッティ ヴォーン・タダ | クレイグ・マクラッケン | 2月27日       |
| 74   | おバカなルール                         | Fools and Regulations                                   | ティム・マッケオン                        | エド・ベイカー                    | クレイグ・マクラッケン | 2月28日       |
| 75   | ブルーにさよならを                     | Goodbye To Bloo                                         | ティム・マッケオン                        | エド・ベイカー                    | クレイグ・マクラッケン | 3月6日        |

### 完結編
フォスターズ・ホームは永遠に（Destination：Imagination）
- 監督 - クレイグ・マクラッケン、ロブ・レンゼッティ
- 脚本 - ローレン・ファウスト、ティム・マッケオン

完結編として制作。アメリカでは2008年11月27日に放送。日本では2010年8月3日に放送された。

## 受賞歴
- 2006年：アニー賞
  - 音楽賞テレビ・アニメーション部門：ジェイムズ・L・ヴェナブル、ジェニファー・ケス・レミントン（第30話「さよなら、ダッチス」）
  - プロダクションデザイン賞テレビ・アニメーション部門：マイク・ムーン、クレイグ・マクラッケン、マーティン・アンソラビア、デイヴィッド・ダネット（クリスマススペシャル「A Lost Claus」）
- 2007年：アニー賞
  - テレビ・アニメーション番組賞
  - 音楽賞テレビ・アニメーション部門：ジェイムズ・L・ヴェナブル、ジェニファー・ケス・レミントン（第36話「映画を撮ろう 」）
  - プロダクションデザイン賞テレビ・アニメーション部門：マーティン・アンソラビア（第50 - 51話「グッド・ウィルト・ハンティング」）
- 2005年：プライムタイム・エミー賞
  - アニメーション個人的功績賞：クレイグ・マクラッケン、マイク・ムーン（第1 - 3話：「新しき我が家」、絵コンテ）
  - アニメーション個人的功績賞：エド・ベイカー（第11話：「おもしろウサギは大スター」、絵コンテ）
- 2006年：プライムタイム・エミー賞
  - アニメーション個人的功績賞：シャナン・ティンドル（第33話：「すてきなガールフレンド」、キャラクターデザイン）
- 2007年：プライムタイム・エミー賞
  - アニメーション個人的功績賞：デイヴ・ダネット（第50 - 51話：「グッド・ウィルト・ハンティング」、背景デザイン）
- 2008年：プライムタイム・エミー賞
  - アニメーション個人的功績賞：ベンジャミン・バリストレリ（第67話「ココの大冒険」、キャラクターデザイン）
- 2009年：プライムタイム・エミー賞
  - アニメーション番組部門（1時間以上）：「フォスターズ・ホームは永遠に」

## 備考
- シーズン5よりハイビジョン制作（16:9）になった。